# Nuxia gracilis
Nuxia gracilis är en tvåhjärtbladig växtart som beskrevs av Adolf Engler. Nuxia gracilis ingår i släktet Nuxia och familjen Stilbaceae. Inga underarter finns listade i Catalogue of Life.